# Windak
Windak – kolonia wsi Głuchowo w Polsce, położona w województwie kujawsko-pomorskim, w powiecie toruńskim, w gminie Chełmża, należąca do sołectwa Głuchowo.
W latach 1975–1998 kolonia należała administracyjnie do województwa toruńskiego.
W przeszłości była wsią Windak. W średniowieczu (XIV wiek) przeszła na własność prokuratora papowskiego (z Papowa Biskupiego).